# ویاچسلاو زاخووایکو
ویاچسلاو زاخووایکو (استونیایی: Vjatšeslav Zahovaiko؛ زادهٔ ۲۹ دسامبر ۱۹۸۱) بازیکن سابق و مربی فوتبال اهل استونی است.
از باشگاه‌هایی که در آن بازی کرده‌است می‌توان به باشگاه فوتبال ویلیاندی تولویک، باشگاه فوتبال پایده لینامیسکوند، باشگاه فوتبال سیلامائه کالو، باشگاه ورزشی الکویت، باشگاه فوتبال دبرتسنی، باشگاه فوتبال فلورا تالین، و باشگاه فوتبال لیریا اشاره کرد.
وی همچنین در تیم‌های ملی فوتبال زیر ۱۷ استونی، زیر ۱۹ سال استونی، زیر ۲۱ سال استونی، استونی بازی کرده‌است.